# Saint-Pé-Delbosc
Saint-Pé-Delbosc ist eine französische Gemeinde mit 144 Einwohnern (Stand: 1. Januar 2022) im Département Haute-Garonne in der Region Okzitanien. Sie gehört zum Arrondissement Saint-Gaudens und zum gleichnamigen Kanton.

## Lage
Nachbargemeinden sind Boulogne-sur-Gesse im Nordwesten, Mondilhan im Norden, Ciadoux im Osten, Montgaillard-sur-Save im Südosten, Charlas im Süden und Blajan im Südwesten.
An der südlichen Gemeindegrenze mündet die Bernesse in die Save.

## Geschichte
Der Ort erhielt 1297 vom Kloster Nizors in einer Charte de coutumes besondere Rechte verliehen. 

## Bevölkerungsentwicklung
| Jahr                      | 1962 | 1968 | 1975 | 1982 | 1990 | 1999 | 2008 | 2015 | 2019 |
| ------------------------- | ---- | ---- | ---- | ---- | ---- | ---- | ---- | ---- | ---- |
| Einwohner                 | 147  | 149  | 147  | 135  | 132  | 121  | 125  | 121  | 141  |
| Quelle: Cassini und INSEE |      |      |      |      |      |      |      |      |      |

## Sehenswürdigkeiten
- Kirche St-Pierre, erbaut im 19. Jahrhundert
- Friedhofskreuz aus dem 17. Jahrhundert